# Cratere Azzurra
Azzurra è un cratere sulla superficie di 243 Ida.